# 토마슈프군 (루블린주)

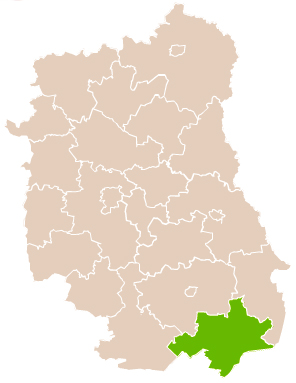
루블린주 지도에 표시된 토마슈프군의 위치

토마슈프군(폴란드어: powiat tomaszowski)은 폴란드 루블린주에 위치한 군으로 군청 소재지는 토마슈프루벨스키이며 면적은 1,487.1km2, 인구는 80,701명(2019년 기준), 인구 밀도는 54명/km2이다.
남서쪽으로는 루바추프군, 서쪽으로는 비우고라이군, 북쪽으로는 자모시치군, 북동쪽으로는 흐루비에슈프군과 접하며 남동쪽으로는 우크라이나와 국경을 접한다. 13개 지방 자치체(2개 도시, 1개 도시형 농촌, 10개 농촌)를 관할한다.

군 문장